# Primo Marzi
Primo Marzi (Trieste, 1º settembre 1921 – Trieste, 29 ottobre 2010) è stato un ufficiale italiano, croce al valor militare, e dirigente presso la raffineria Aquila.

## Primi anni

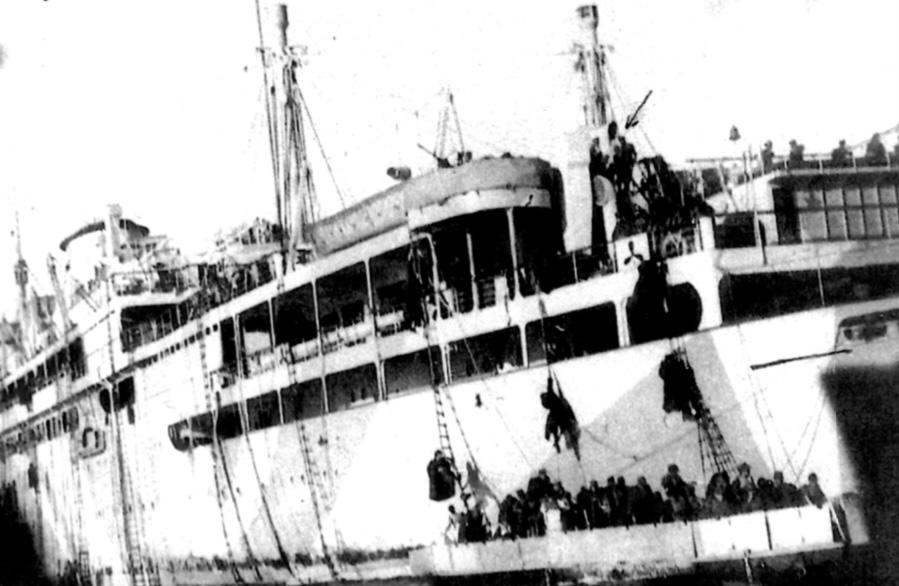
I soccorsi alla motonave Oceania.

Dopo il diploma presso l’Istituto Nautico di Trieste, s’imbarca come mozzo in soprannumero sulla Funny Brunner. Nel 1940 inizia la carriera di ufficiale macchinista sul transatlantico Roma, nave che per un caso fortuito (non era ormeggiata come avrebbe dovuto al molo Principe Umberto) esce illesa dal bombardamento navale di Genova del 9 febbraio del 1941. Nel maggio di quell’anno s’imbarca sulla motonave Oceania che, assieme alla Neptunia, aveva il compito di trasportare le truppe italiane a Tripoli. La mattina del 17 settembre il convoglio viene silurato dal leggendario sommergibile britannico Upholder. Marzi si distingue durante le operazioni di salvataggio, per le quali riceverà la Croce al Valor Militare. Con l’affondamento delle due motonavi, terminano i convogli veloci verso l’Africa e la carriera di Primo Marzi nella marina mercantile.

## La carriera nella Marina militare
Nel novembre del 1941 entra all’Accademia Navale di Livorno, allora comandata da Giuseppe Cordero di Montezemolo. Per le doti dimostrate, è assegnato alla squadra sommergibili e nel luglio del ’42 inizia l’addestramento a Pola dove un anno dopo, per un incidente, sarebbe morto il suocero Carlo, perito dei Cantieri Riuniti dell’Adriatico. Poi è alla Fiat Grandi Motori di Torino. Quindi, nel gennaio del ’43, è spedito alla BETASOM di Bordeaux, base della flotta dei sommergibili atlantici, e assegnato all’equipaggio del Torelli. Col Torelli, Marzi partecipa alla sua ultima missione, al largo delle coste del Brasile, dove nel corso di un attacco aereo il sommergibile viene gravemente danneggiato e costretto al rientro. Come altri sommergibili italiani, troppo antiquati per continuare una guerra sempre più veloce e tecnologica, il Torelli è trasformato in nave da trasporto e il 14 giugno parte - quasi contemporaneamente al Barbarigo - alla volta di Singapore, da più di un anno in mano ai giapponesi. Nel Golfo di Biscaglia, i due sommergibili subiscono subito un pesante attacco aereo: del Barbarigo si perdono per sempre le tracce; il Torelli ne esce illeso e, dopo quasi tre mesi di navigazione, una sosta per il rifornimento in Madagascar e un breve scalo a Sabang, all’estremità nord di Sumatra, il 31 agosto arriva a Singapore.
La prigionia e la liberazione

Il sommergibile Luigi Torelli.

L’8 settembre 1943, dopo la notizia dell’armistizio, gli equipaggi del Torelli, del Cappellini e del Giuliani sono catturati dai giapponesi e confinati in un campo di prigionia. Dei circa 190 prigionieri, Marzi è tra i sedici che scelgono di non cedere alle lusinghe naziste di von Zatorski per ritornare in patria, ma di restare fedeli al re. Nel maggio del ’44 è trasferito in un secondo campo di prigionia, a Changi. Qui incontra David Nelson - responsabile di un ufficio «non riconosciuto ma tollerato dalle autorità giapponesi, il cui compito era di sovrintendere alla registrazione dei prigionieri» - che così ricorderà l’arrivo degli ufficiali italiani: «with their immaculate uniforms, were completly out of character with our prisoners in their well-worn remnants of clothing». Il 12 settembre del ’45, l’esercito inglese comandato da Mountbatten, che tempo prima aveva visitato il campo di Changi, riconquista Singapore, mettendo fine ai due lunghi anni di prigionia.
Il ritorno in Italia, il Cile, di nuovo l’Italia

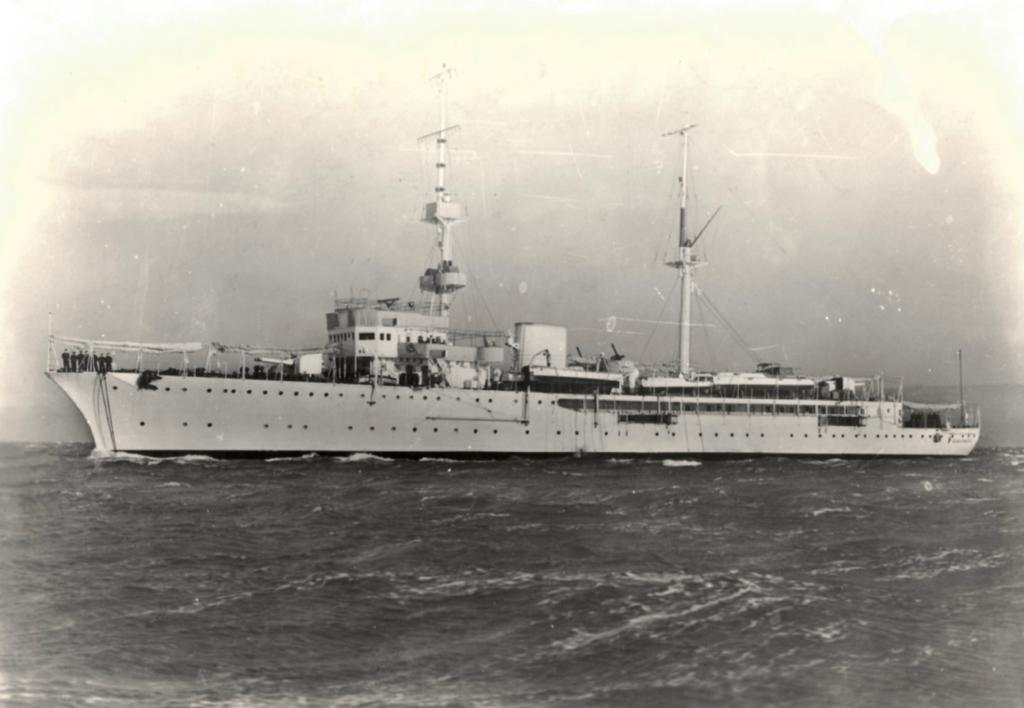
Il rientro a bordo dell'Eritrea.

Verso la fine del ’45, Marzi è imbarcato sull’Eritrea, che grazie alla perizia del comandante Jannucci era diventata nave d’appoggio della Royal Navy di Somerville, il «cannoneggiatore di Genova». Come cobelligeranti, gli ufficiali italiani ricevono il compito di recuperare possibili prigionieri italiani nei campi di prigionia che incontravano sulla rotta di casa, come per esempio a Giava. Dopo brevi soste a Ceylon, Aden e Suez, il 7 febbraio 1946 arriva a Taranto, quindi nella Trieste del Governo Militare Alleato. Desideroso di tranquillità, Marzi s’imbarca per il Cile. Qui lavora in una miniera di rame a Las Condes, ma la situazione economica precipita rapidamente e Marzi decide di tornare in Italia, dove trova lavoro presso la raffineria Aquila, arrivando negli anni a ricoprire ruoli dirigenziali.

## La guerra che non voleva finire
Nel 1999, dopo quasi cinquant'anni di silenzio, Primo Marzi decide di pubblicare con Mursia La guerra che non voleva finire, contenente il fedele resoconto della sua lunga odissea bellica.